# Teodoro Viero

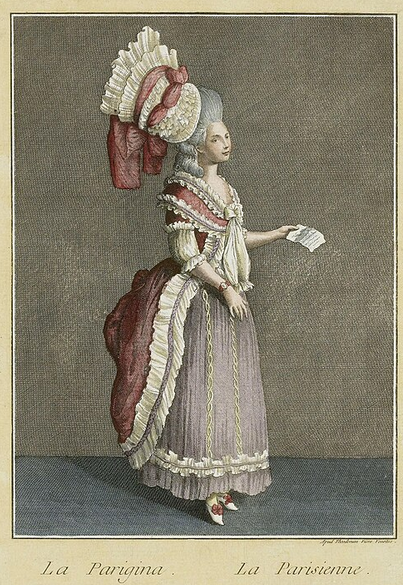
La Parigina, Teodoro Viero

Teodoro Viero (19 marzo 1740 – 2 agosto 1819) è stato un editore e incisore italiano, attivo a Venezia.

## Biografia
Teodoro Viero nacque il 19 marzo 1740. Fu allievo di Nicolò Cavalli, Pitteri e Bartolozzi, dai quali apprese l’arte dell’incisione. Lavorò come miniatore, incisore ed editore, specializzandosi in vedute di Venezia. Morì il 2 agosto 1819 o, secondo alcune fonti, il 2 ottobre 1821. Era lo zio materno di Luigi Schiavonetti.